# BMW E65
BMW E65 är en personbil i den tyska biltillverkaren BMW:s 7-serie, tillverkad mellan 2001 och 2008. Modellen föregicks av E38 och följdes av F01.
Bilar med lång hjulbas betecknas E66. 7-serien i säkerhetsutförande fick beteckningen E67 och en serie prototyper med vätgasdrift kallas E68.

## Historik
Den fjärde generationens 7-serie presenterades hösten 2001. Med den introducerades BMW:s infotainmentsystem iDrive, för styrning av bland annat bilens allt mer omfattande navigation- och kommunikationsutrustning. 
Från och med april 2005 års modell infördes en ansiktslyftning (facelift), där bland annat bak- och frontpartiet förändrades. Efter detta kom E65 att bli BMW:s mest sålda 7-serie dittills.

## Modeller
| Modell | Årsmodell | Motor                    | Cylindervolym | Effekt     | Bränslesystem           |
| ------ | --------- | ------------------------ | ------------- | ---------- | ----------------------- |
| 730d   | 2002-08   | M57: 6-cyl radmotor DOHC | 2993 cm³      | 218-231 hk | Common rail turbodiesel |
| 730i   | 2002-05   | M54: 6-cyl radmotor DOHC | 2979 cm³      | 231 hk     | Bränsleinsprutning      |
| 735i   | 2002-05   | N62: 8-cyl V-motor DOHC  | 3600 cm³      | 272 hk     | Bränsleinsprutning      |
| 740d   | 2002-05   | M67: 8-cyl V-motor DOHC  | 3901 cm³      | 258 hk     | Common rail turbodiesel |
| 745i   | 2002-05   | N62: 8-cyl V-motor DOHC  | 4398 cm³      | 333 hk     | Bränsleinsprutning      |
| 760i   | 2002-08   | N73: 12-cyl V-motor DOHC | 5972 cm³      | 445 hk     | Direktinsprutning       |
| 730i   | 2006-08   | N52: 6-cyl radmotor DOHC | 2996 cm³      | 258 hk     | Bränsleinsprutning      |
| 740i   | 2006-08   | N62: 8-cyl V-motor DOHC  | 4000 cm³      | 306 hk     | Bränsleinsprutning      |
| 745d   | 2006-08   | M67: 8-cyl V-motor DOHC  | 4423 cm³      | 329 hk     | Common rail turbodiesel |
| 750i   | 2006-08   | N62: 8-cyl V-motor DOHC  | 4799 cm³      | 367 hk     | Bränsleinsprutning      |